# Жирблевичі
Жирблевичі (біл. вёска Жырблевычі) — село в складі Логойського району Мінської області, Білорусь. Село підпорядковане Гайнинській сільській раді і розташоване в північній частині області.